# Larry Foote
Larry Edward Foote Jr. (* 12. Juni 1980 in Detroit, Michigan) ist ein US-amerikanischer American-Football-Trainer und ehemaliger -Spieler auf der Position des Linebackers. Er spielte für die Pittsburgh Steelers, Detroit Lions und Arizona Cardinals in der National Football League (NFL). Foote gewann mit den Pittsburgh Steelers zwei Super Bowls: (Super Bowl XL und Super Bowl XLIII). Derzeit ist er im Trainerstab der Tampa Bay Buccaneers.

## College
Foote besuchte die University of Michigan und spielte für die College-Mannschaft, den Michigan Wolverines, Football und studierte Bewegungswissenschaften. Foote spielte in 28 von insgesamt 48 Spielen für die Wolverines. In dieser Zeit gelangen ihm 212 Tackles, davon 145 solo, und er schaffte elf Sacks. Zudem gelangen ihm 44 Stopps, mit denen er den Gegnern insgesamt 153 Yards Raumverlust einbrachte. Er fing an der Line of Scrimmage drei Interceptions und verhinderte weitere 18 Pässe. Mit dieser Leistung steht er an vierter Stelle der Universitätsgeschichte. Er wurde während seiner Collegezeit zweimal in die First-Team-Big Ten-Auswahl berufen und einmal für das First Team der All-American-Auswahl ausgewählt. Er erhielt im Jahr 2001 den Roger Zatkoff Award für den besten Linebacker und wurde von der Sportzeitung The Sporting News mit dem Defense Player of the Year Award ausgezeichnet.

## Draft
Er wurde 2002 in der vierten Runde an 128. Stelle von den Pittsburgh Steelers in der NFL Draft ausgewählt.

## Profikarriere
In seinem Rookie-Jahr spielte Foote in 14 Spielen und erreichte 44 Tackles. In seinem zweiten Jahr spielte er in den Special Teams eine größere Rolle als im Jahr zuvor, jedoch nicht auf seiner Stammposition des Linebackers. Er schaffte in dieser Saison nur sechs Tackles. In seinem dritten Jahr spielte er wieder auf der Linebacker-Position und schaffte 69 Tackles und drei Quarterback-Sacks. In der Saison 2005 spielten die Steelers, angeführt vom noch jungen Quarterback Ben Roethlisberger, stark auf und zogen mit einer Bilanz von 11:5 in die NFL-Play-offs ein. Foote spielte gut und hatte durch seine guten Leistungen dazu beigetragen, dass die Steelers in diesem Jahr den Super Bowl gewannen. Im AFC Championship Game gegen die Denver Broncos gelang ihm eine wichtige Interception. Er fing den Pass von Denvers Quarterback Jake Plummer direkt an der Line of Scrimmage ab und das Spiel kippte zugunsten der Steelers, die durch diese Interception in Ballbesitz kamen und die bis dahin starken Broncos außer Tritt gerieten. Die Steelers gewannen das Spiel am Ende mit 34:17 und zogen somit in den Super Bowl XL ein. Footes Interception wird als Schlüsselspielzug angesehen, der dem Spiel die bis dahin unerwartete Wende brachte. In der darauf folgenden Saison steigerte sich Foote noch einmal und hatte mit vier Sacks eine neue persönliche Bestmarke eingestellt. Zudem gelangen ihm 90 Tackles.
In der Saison 2008 erreichte Foote mit den Steelers sein zweites Finale, den Super Bowl XLIII, den er mit den Steelers gegen die Arizona Cardinals mit 27:23 gewinnen konnte. In der Saison gelangen ihm 81 Tackles und drei Sacks, zudem fing er eine Interception. Obwohl er bei den Steelers gut spielte, bekam er immer weniger Spielanteile, da die Steelers auf den 2007 gedrafteten Lawrence Timmons setzten.
Er verließ die Steelers am 4. Mai 2009 und unterzeichnete zwei Tage später am 6. Mai 2009 einen Einjahresvertrag bei den Detroit Lions. Somit spielt Foote erstmals in seiner Geburtsstadt Detroit für die Lions.
Am 15. März 2010 unterschrieb Foote einen Dreijahresvertrag mit seinem ehemaligen Team, den Steelers.
Am 6. Mai 2014 unterschrieb Foote bei den Arizona Cardinals. Nachdem er in jedem Spiel der Saison 2014 als Starter auf dem Feld stand, wurde er nach Ablauf der Saison als Spieler entlassen, damit er seine neuen Aufgaben bei den Cardinals als Assistenz Linebackers Coach ab dem 19. Februar 2015 wahrnehmen konnte. Ab 2016 wurde er zum Coach der Linebackers befördert.
Am 12. Januar 2019 schloss sich Foote den Tampa Bay Buccaneers als Outside Linebackers Coach an und arbeitete damit wieder unter Bruce Arians, unter dem er schon bei den Cardinals gearbeitet hatte. Mit den Buccaneers gewann er mit 31:9 den Super Bowl LV gegen den Titelverteidiger Kansas City Chiefs.